# Conus namocanus
Espèce
Statut de conservation UICN

 LC  : Préoccupation mineure
Conus namocanus est une espèce de mollusques gastéropodes marins de la famille des Conidae.
Comme toutes les espèces du genre Conus, ces escargots sont prédateurs et venimeux. Ils sont capables de « piquer » les humains et doivent donc être manipulés avec précaution, voire pas du tout.

## Description
La taille de la coquille varie entre 40 mm et 100 mm. La spire est généralement quelque peu convexe et striée. La couleur est blanche, largement flammée de chocolat. Le verticille est blanc ou brun jaunâtre, avec des stries longitudinales irrégulières chocolatées. La coquille est partiellement interrompue de manière à former une bande centrale blanche. Les stries longitudinales sont moins définies et plus larges que chez Conus vexillum Gmelin, 1791 auquel il ressemble. Elles donnent une teinte plus foncée à la coquille.

## Distribution
Cette espèce est présente dans la Mer Rouge et au large d'Oman ; dans l'océan Indien au large de Madagascar, Tanzanie et Afrique du Sud.

### Niveau de risque d’extinction de l’espèce
Selon l'analyse de l'UICN réalisée en 2011 pour la définition du niveau de risque d'extinction, cette espèce d'escargot conique est répandue dans l'océan Indien occidental, allant de l'Afrique australe (Mzamba, frontière du Transkei et du Natal) au nord jusqu'au golfe d'Oman et au Pakistan, y compris la mer Rouge et Madagascar. Cette espèce est présente dans une large gamme et sa coquille est abondante et peu coûteuse sur le marché des collectionneurs, ce qui indique une abondance raisonnable dans la nature. Elle est susceptible d'être confrontée à certaines menaces localisées (par exemple, la pollution), en particulier là où les populations se trouvent généralement dans des eaux peu profondes, tandis que dans d'autres parties de son aire de répartition, l'espèce se trouve dans des eaux plus profondes et ne sera pas sensible à ces menaces. Elle n'est donc pas considérée comme étant en péril et a été inscrite dans la catégorie préoccupation mineure.

## Taxonomie

### Publication originale
L'espèce Conus namocanus a été décrite pour la première fois en 1792 par le conchyliologiste danois Christian Hee Hwass dans « Encyclopédie méthodique ou par ordre de matières Histoire naturelle des vers - volume 1 » écrite par le naturaliste français Jean-Guillaume Bruguière (1750-1798),.

### Synonymes
- Conus (Rhizoconus) namocanus Hwass, 1792 · appellation alternative
- Conus badius Kiener, 1845 · non accepté
- Conus laevigatus G. B. Sowerby II, 1858 · non accepté
- Conus laevis Crosse, 1858 · non accepté
- Rhizoconus namocanus (Hwass, 1792) · non accepté